# Блюсюк, Владимир Иванович
Владимир Иванович Блюсюк (укр. Блюсюк Володимир Іванович, 25 февраля 1937 года, Святец, Теофипольский район, Винницкая область, Украинская ССР, СССР — 10 марта 2023 года, Львов, Украина) — советский и украинский архитектор. Член Союза архитекторов Украины. Педагог высшей школы.
Известен своими архитектурными работами в основном на Западной Украине, народные мотивы которой творчески применял в своих произведениях.

## Биография
Родился 25 февраля 1937 года в селе Святец.
В 1961 году окончил строительный факультет Львовского политехнического института по специальности архитектура. В том же году начал работать во львовском отделении «Госгорхимпроекта». С 1962 по 2008 год преподавал на кафедре архитектурного проектирования Львовского политехнического института. Пользовался популярностью у студентов:

…он умел увидеть в студенческих работах зерно истины и поддержать начинающих в области архитектуры.
Оригинальный текст (укр.)...він умів побачити в студентських роботах зерно істини і підтримати початківців у царині архітектури

Умер 10 марта 2023 года во Львове.

## Известные работы
- 1960-е. Львов. Реконструкция интерьера первого этажа Пороховой башни для нужд кафе Львовского союза архитекторов (Соавтор Владимир Дорошенко)[2].
- 1960-е. Львов. Стадион «Дружба». Соавторы архитекторы Я. Назаркевич, Я. Порохнавец, Л. Скорик.
- 13-этажное общежитие Львовского политехнического института на 909 мест на нынешней улице Академика Лазаренко (соавтор Мирослав Трач).
- 1968. Львов. Комплекс общежитий по улице Остроградских.
- 1970. Львов. Памятник на могиле Владимира Гнатюка на Лычаковском кладбище (скульптор Лука Биганич).
- 1971. Львов. Памятник Лесе Украинке на улице Караджича (скульптор Лука Биганич).
- 1972. Львов. Площадь Галана. Памятник Я. А. Галану. Скульпторы А. Пылев, А. Охрименко, В. Усов. Архитектор В. Блюсюк[3].
- 1976. Львов. Жилые дома на улице Житомирской
- 1979. Молодежный центр «Романтик» (соавтор М. Ткач).
- 1982. Львов. Памятник Ивану Подкове (скульптор Пётр Кулик).
- 1980. Славско. Спортивно-развлекательная база для работников и студентов Львовского политехнического института.
- 1983. Шацк. Спортивно-развлекательная база для работников и студентов Львовского политехнического института.
- 1985. Львов. Жилые дома на улице Нежинской.
- 1986. Спорткомплекс общества «Спартак» (в соавторстве).
- 1998—1999. Теофиполь, Хмельницкая область. Храмовый комплекс Святой Покровы.
- 1990-е. Серия проектов усадебных домов во Львовской области и других регионах Украины.

- 1967. Узловое. Памятник Ярославу Галану (скульптор Чайка Яков)
- 1971. Львов. Памятник Василию Пересаде при пересечении улиц Медовой Пещеры и Пасечной (скульптор Яков Чайка)[10].
- 1974. Борислав. Памятник Советским солдатам (скульптор Василий Одреховский).
- 1977. Велеснев. Памятник Алексею Довбушу.
- 1979. Черче Ивано-Франковской области. Памятный знак депутату Верховного Совета СССР А. Г. Гоголю (скульпторы Юрий Амбицкий и Мирон Амбицкий).
- 1980. Каменка-Бугская. Памятник Александру Пархоменко на улице Шевченко (скульптор Лука Биганыч).
- 1982. Львов. Памятник Ивану Пидкову на площади Подковы (скульптор Петр Кулик).
- 1982. Межиречье Сокальского района. Памятник А. Голубиву (скульптор Василий Одреховский).
- 1982. Любинцы. Памятник Тарасу Шевченко.
- 1986. Черкассы. Памятник Ивану Подкове (скульптор Петр Кулик).
- 1988, по другим данным 1992. Жидачов. Памятник Тарасу Шевченко (скульпторы Любомир и Олег Лесюки).
- 1989. Завадов Стрыйского района. Памятник Тарасу Шевченко (скульпторы Василий и Владимир Одреховские).
- 1992. Ливчицы Жидачевского района. Памятник Тарасу Шевченко (скульптор Ярослав Лоза).
- 1994. Розгадов. Памятник Роману Купчинскому (скульптор Петр Кулик).
- 1997. Теребовля. Памятник Князю Васильку Теребовлянскому.
- 1997. Краковец. Памятник Генералу Роману Шухевичу (скульптор Петр Штайер).
- 2001. Канев. Памятник Ивану Подкове.
- 2002. Дубляны. Памятник Степану Бандере (соавторы скульпторы Ярослав и Владимир Лоза, архитектор Николай Шпак).
- 2010. Поторица. Памятник Владимиру Макару (скульптор Пётр Кулик)
- Трудовач. Памятник знак (скульптор Яков Чайка).
- 1969. Ольховцы. Памятник погибшим во Второй мировой войне (скульптор Любомир Лесюк),
- 1973. Клецко. Памятник погибшим во Второй мировой войне (скульптор Василий Одреховский),
- 1973. Староконстантинов. Памятник погибшим во Второй мировой войне (искусственный камень, скульпторы Иван Самосюс, Любомир Лесюк).
- Джанкой. Памятный знак советским летчикам (скульптор Эммануил Мисько)

Для творчества Блюсюка характерно применение мотивов народной, в частности, карпатской архитектуры.